# Sapromyza nitida
Sapromyza nitida är en tvåvingeart som beskrevs av Leander Czerny 1932. Sapromyza nitida ingår i släktet Sapromyza och familjen lövflugor. Arten är reproducerande i Sverige. Inga underarter finns listade i Catalogue of Life.